# 1973 en els vols espacials
Aquest article és una llista d'esdeveniments de vols espacials relacionats que es van produir el 1973. En aquest any es va veure el llançament de la primera i única estació espacial americana coneguda com a Skylab en un coet Saturn INT.

## Llançaments
Això és una llista de vols espacials llançats el 1973.
| Data i Hora (UTC)        | Coet                    | Zona                    | LSP                  | Càrrege                                         | Operador                                    | Òrbita                                     | Funció                          | Deteriorament (UTC)           | Resultat                        | Comentaris |
| ------------------------ | ----------------------- | ----------------------- | -------------------- | ----------------------------------------------- | ------------------------------------------- | ------------------------------------------ | ------------------------------- | ----------------------------- | ------------------------------- | --- |
| 8 de gener 06:55 GMT     | Proton-K                | LC-81, Baikonur         |                      | Luna 21/Lunokhod 2                              | MOM                                         | Selenocèntrica                             | Astromòbil lunar                | 15 de gener 1973 (a la Lluna) | Reeixit                         | |
| 11 de gener 10:00 GMT    | Voskhod (R-7 11A57)     | Baikonur                |                      | Kosmos 543 (Zenit 4M)                           | MOM                                         | LEO                                        | Reconeixement                   | 24 de gener 1973              | Reeixit                         | |
| 20 de gener 03:36 GMT    | Kosmos-3M (R-14 11K65M) | LC-132, Plesetsk        |                      | Kosmos 544 (Tselina-O)                          | MO SSSR                                     | LEO                                        | ELINT                           | 15 de juny 1980               | Reeixit                         | |
| 24 de gener 11:44 GMT    | Kosmos-2I (R-12 11K63)  | LC-132, Plesetsk        |                      | Kosmos 545 (DS-P1-Yu)                           | MO SSSR                                     | LEO                                        |                                 | 31 de juliol 1973             | Reeixit                         | |
| 26 de gener 11:44 GMT    | Kosmos-3M (R-14 11K65M) | LC-107, Kapustin Iar    |                      | Kosmos 546 (Tsiklon mockup)                     | MO SSSR                                     | LEO                                        | Boilerplate                     | Encara en òrbita              | Reeixit                         | |
| 1 de febrer 08:30 GMT    | Voskhod (R-7 11A57)     | Baikonur                |                      | Kosmos 547 (Zenit 2M)                           | MOM                                         | LEO                                        | Reconeixement                   | 13 de febrer 1973             | Reeixit                         | |
| 3 de febrer 05:48 GMT    | Molniya-M (R-7 8K78M)   | Baikonur                |                      | Molniya 1-23                                    | MOM                                         | Molnia                                     | Comsat                          | 23 d'octubre 1977             | Reeixit                         | |
| 8 de febrer 13:15 GMT    | Voskhod (R-7 11A57)     | Plesetsk                |                      | Kosmos 548 (Zenit 4M)                           | MOM                                         | LEO                                        | Reconeixements                  | 21 de febrer 1973             | Reeixit                         | |
| 15 de febrer 01:11 GMT   | Molniya-M (R-7 8K78M)   | LC-31/6, Baikonur       |                      | Prognoz-3                                       | MOM                                         | Molnia                                     | Detecció d'erupcions solars     | 31 de desembre 1976           | Reeixit                         | |
| 26 de gener 04:37 GMT    | Kosmos-3M (R-14 11K65M) | LC-132, Plesetsk        |                      | Kosmos 549 (Tselina-O)                          | MO SSSR                                     | LEO                                        | ELINT                           | 29 de juny 1980               | Reeixit                         | |
| 1 de març 12:40 GMT      | Voskhod (R-7 11A57)     | Plesetsk                |                      | Kosmos 550 (Zenit 4MK)                          | MOM                                         | LEO                                        | Reconeixement                   | 11 de març 1973               | Reeixit                         | |
| 6 de març 09:20 GMT      | Voskhod (R-7 11A57)     | Baikonur                |                      | Kosmos 551 (Zenit 4M)                           | MOM                                         | LEO                                        | Reconeixement                   | 20 de març 1973               | Reeixit                         | |
| 6 de març 09:30 GMT      | Atlas-Agena SLV-3A      | LC-13, Cape Canaveral   |                      | Rhyolite 2                                      | Força Aèria dels Estats Units d'Amèrica     | Geosíncrona                                | ELINT                           | Encara en òrbita              | Reeixit                         | |
| 9 de març 21:00 GMT      | Titan IIID              | SLC-4E, Vandenberg AFB  |                      | KH-9                                            | NRO/CIA                                     | LEO                                        | Reconeixement                   | 17 de març 1973               | Reeixit                         | |
| 20 de març 11:20 GMT     | Vostok (R-7 8A92M)      | Plesetsk                |                      | Meteor 1-14                                     | MOM                                         | LEO                                        | Satèl·lit meteorològic          | Encara en òrbita              | Reeixit                         | |
| 22 de març 10:00 GMT     | Voskhod (R-7 11A57)     | Plesetsk                |                      | Kosmos 552 (Zenit 2M)                           | MOM                                         | LEO                                        | Reconeixement                   | 3 d'abril 1973                | Reeixit                         | |
| 22 de març 10:00 GMT     | Voskhod (R-7 11A57)     | Plesetsk                | Naüka                | MOM                                             | LEO                                         | Demostració tecnològica                    | 9 d'abril 1973                  | Reeixit                       |                                 | |
| 3 d'abril 09:00 GMT      | Proton-K                | LC-81, Baikonur         |                      | Saliut 2 (Almaz)                                | MOM                                         | LEO                                        | Estació espacial                | 28 de maig 1973               | Error                           | Es va depressuritzar ambans que la tripulació s'enlairés                                                                      |
| 5 d'abril 11:11 GMT      | Molniya-M (R-7 8K78M)   | Plesetsk                |                      | Molniya 2-5                                     | MOM                                         | Molnia                                     | Comsat                          | 6 de gener 1979               | Reeixit                         | |
| 6 d'abril 02:11 GMT      | Atlas SLV-3D Centaur    | LC-36B, Cape Canaveral  |                      | Pioneer 11 (Pioneer G)                          | NASA                                        | Escapament solar                           | Sonda planetària                | N/A                           | Reeixit                         | Primera nau espacial en visitar Saturn Vol inaugural del coet Atlas SLV-3D Centaur.                                           |
| 12 d'abril 11:49 GMT     | Kosmos-2I (R-12 11K63)  | LC-133, Plesetsk        |                      | Kosmos 553 (DS-P1-Yu)                           | MO SSSR                                     | LEO                                        |                                 | 11 de novembre 1973           | Reeixit                         | |
| 19 d'abril 08:59 GMT     | Voskhod (R-7 11A57)     | Plesetsk                |                      | Kosmos 553 (Zenit 4MK)                          | MOM                                         | LEO                                        | Reconeixement                   | 7 de maig 1973                | Reeixit                         | Destruït en òrbita després de la desactivació                                                                                 |
| 19 d'abril 10:19 GMT     | Kosmos-2I (R-12 11K63)  | LC-86, Kapustin Iar     |                      | InterKosmos 9                                   | Interkosmos                                 | LEO                                        | Detecció de radiació solar      |                               | Reeixit                         | |
| 20 d'abril 23:47 GMT     | Delta (1914)            | LC-17B, Cape Canaveral  |                      | Anik A2                                         | Telesat                                     | Geosíncrona                                | Comsat                          | Encara en òrbita              | Reeixit                         | |
| 25 d'abril               | Tsyklon-2               | LC-90, Baikonur         |                      | US-A                                            | MO SSSR                                     | Destinat: LEO                              | Vigilància oceànica             | 25 d'abril 1973               | Error                           | Error del motor |
| 25 d'abril 10:45 GMT     | Voskhod (R-7 11A57)     | Plesetsk                |                      | Kosmos 555 (Zenit 2M)                           | MOM                                         | LEO                                        | Reconeixement                   | 7 de maig 1973                | Reeixit                         | |
| 25 d'abril 10:45 GMT     | Voskhod (R-7 11A57)     | Plesetsk                | Nauka                | MOM                                             | LEO                                         | Investigació científica                    | 9 de maig 1973                  | Reeixit                       |                                 | |
| 5 de maig 07:00 GMT      | Voskhod (R-7 11A57)     | Plesetsk                |                      | Kosmos 556 (Zenit 4MK)                          | MOM                                         | LEO                                        | Reconeixement                   | 14 de maig 1973               | Reeixit                         | |
| 11 de maig 00:20 GMT     | Proton-K                | LC-81, Baikonur         |                      | Kosmos 557 (Saliut/Funktsionalno-gruzovoi blok) | MOM                                         | LEO                                        | Estació espacial                | 22 de maig 1973               | Error                           | Pèrdua de control en òrbita                                                                                                   |
| 14 de maig 17:30 GMT     | Saturn INT-21           | LC-39A, KSC             | NASA                 | Skylab                                          | NASA                                        | LEO                                        | Estació espacial                | 11 de juliol 1979             | Reeixit                         | Primera estació espacial americana Primer, últim, i únic vol del coet Saturn INT-21 Danyat durant el llançament, però reparat |
| 16 de maig 16:40 GMT     | Titan IIIB (24B)        | SLC-4W, Vandenberg AFB  |                      | OPS 2093 (KH-8)                                 | NRO/Força Aèria dels Estats Units d'Amèrica | LEO                                        | Reconeixement                   | 13 de juny 1973               | Reeixit                         | |
| 17 de maig 13:19 GMT     | Kosmos-2I (R-12 11K63)  | LC-133, Plesetsk        |                      | Kosmos 558 (DS-P1-Yu)                           | MOM                                         | LEO                                        |                                 | 22 de desembre 1973           | Reeixit                         | |
| 18 de maig 11:00 GMT     | Soiuz-U (R-7 11A511U)   | Plesetsk                |                      | Kosmos 559 (Zenit-4MK)                          | MOM                                         | LEO                                        | Reconeixement                   | 23 de maig 1973               | Reeixit                         | Vol inaugural del coet transportador Soiuz-U                                                                                  |
| 21 de maig 08:47 GMT     | Diamant-B               | CSG (Kourou)            | SEREB                | Castor                                          | CNES                                        | Destinat:LEO                               | Desenvolupament tecnològic      | 21 de maig 1973               | Error                           | Vol final del Diamant-B El carenat va fallar en separar-se                                                                    |
| 21 de maig 08:47 GMT     | Diamant-B               | CSG (Kourou)            | SEREB                | Pollux                                          | CNES                                        | Destinat:LEO                               | Desenvolupament tecnològic      | 21 de maig 1973               | Error                           | Vol final del Diamant-B El carenat va fallar en separar-se                                                                    |
| 23 de maig 10:30 GMT     | Voskhod (R-7 11A57)     | Plesetsk                |                      | Kosmos 560 (Zenit 4M)                           | MOM                                         | LEO                                        | Reconeixement                   | 5 de juny 1973                | Reeixit                         | |
| 25 de maig               | Kosmos-3M (R-14 11K65M) | LC-132, Plesetsk        |                      | Zaliv (Tsiklon)                                 | RVSN                                        | Destinat: LEO                              | Navegació                       | 25 de maig 1973               | Error                           | Es va fallar en assolir l'òrbita                                                                                              |
| 25 de maig 13:00 GMT     | Saturn IB               | LC-39B, KSC             | NASA                 | Skylab 2, 3 astronautes                         | NASA                                        | LEO, acoblat al Skylab                     | Vol orbital tripulat            | 22 de juny 1973               | Reeixit                         | Primer vol tripulat al Skylab                                                                                                 |
| 25 de maig 13:30 GMT     | Voskhod (R-7 11A57)     | Plesetsk                |                      | Kosmos 561 (Zenit 2M)                           | MOM                                         | LEO                                        | Reconeixement                   | 6 de juny 1973                | Reeixit                         | |
| 25 de maig 13:30 GMT     | Voskhod (R-7 11A57)     | Plesetsk                | Nauka                | MOM                                             | LEO                                         | Telescopi de raigs gamma                   | 20 de juny 1973                 | Reeixit                       |                                 | |
| 29 de maig 10:16 GMT     | Vostok (R-7 8A92M)      | Plesetsk                |                      | Meteor 1-15                                     | MOM                                         | LEO                                        | Satèl·lit meteorològic          | Encara en òrbita              | Reeixit                         | |
| 5 de juny 11:26 GMT      | Kosmos-2I (R-12 11K63)  | LC-133, Plesetsk        |                      | Kosmos 562 (DS-P1-Yu)                           | MOM                                         | LEO                                        |                                 | 7 de gener 1974               | Reeixit                         | |
| 6 de juny 11:30 GMT      | Voskhod (R-7 11A57)     | Plesetsk                |                      | Kosmos 563 (Zenit 4M)                           | MOM                                         | LEO                                        | Reconeixement                   | 18 de juny 1973               | Reeixit                         | |
| 8 de juny 15:50 GMT      | Kosmos-3M (R-14 11K65M) | LC-132, Plesetsk        |                      | Kosmos 564 (Strela)                             | MO SSSR                                     | LEO                                        | Comsat                          | Encara en òrbita              | Reeixit                         | |
| 8 de juny 15:50 GMT      | Kosmos-3M (R-14 11K65M) | LC-132, Plesetsk        | Kosmos 565 (Strela)  | MO SSSR                                         | LEO                                         | Comsat                                     | Encara en òrbita                | Reeixit                       |                                 | |
| 8 de juny 15:50 GMT      | Kosmos-3M (R-14 11K65M) | LC-132, Plesetsk        | Kosmos 566 (Strela)  | MO SSSR                                         | LEO                                         | Comsat                                     | Encara en òrbita                | Reeixit                       |                                 | |
| 8 de juny 15:50 GMT      | Kosmos-3M (R-14 11K65M) | LC-132, Plesetsk        | Kosmos 567 (Strela)  | MO SSSR                                         | LEO                                         | Comsat                                     | Encara en òrbita                | Reeixit                       |                                 | |
| 8 de juny 15:50 GMT      | Kosmos-3M (R-14 11K65M) | LC-132, Plesetsk        | Kosmos 568 (Strela)  | MO SSSR                                         | LEO                                         | Comsat                                     | Encara en òrbita                | Reeixit                       |                                 | |
| 8 de juny 15:50 GMT      | Kosmos-3M (R-14 11K65M) | LC-132, Plesetsk        | Kosmos 569 (Strela)  | MO SSSR                                         | LEO                                         | Comsat                                     | Encara en òrbita                | Reeixit                       |                                 | |
| 8 de juny 15:50 GMT      | Kosmos-3M (R-14 11K65M) | LC-132, Plesetsk        | Kosmos 570 (Strela)  | MO SSSR                                         | LEO                                         | Comsat                                     | Encara en òrbita                | Reeixit                       |                                 | |
| 8 de juny 15:50 GMT      | Kosmos-3M (R-14 11K65M) | LC-132, Plesetsk        | Kosmos 571 (Strela)  | MO SSSR                                         | LEO                                         | Comsat                                     | Encara en òrbita                | Reeixit                       |                                 | |
| 10 de juny 10:10 GMT     | Voskhod (R-7 11A57)     | Baikonur                |                      | Kosmos 572 (Zenit 4M)                           | MOM                                         | LEO                                        | Reconeixement                   | 23 de juny 1973               | Reeixit                         | |
| 10 de juny 14:13 GMT     | Delta (1913)            | LC-17B, Cape Canaveral  |                      | Explorer 49 (RAE)                               | NASA                                        | Selenocèntrica                             | Astronomia                      | Encara en òrbita              | Reeixit                         | |
| 12 de juny 07:14 GMT     | Titan IIIC              | LC-40, Cape Canaveral   |                      | DSP F-4 (IMEWS 4                                | Força Aèria dels Estats Units d'Amèrica     | Geosíncrona                                | Alerta de míssils               | Encara en òrbita              | Reeixit                         | |
| 15 de juny 06:00 GMT     | Soiuz (R-7 11A511)      | LC-1/5, Baikonur        |                      | Kosmos 573 (Soiuz 7K-T)                         | MOM                                         | LEO                                        | Prova de nau espacial           | 17 de juny 1973, 06:01 GMT    | Reeixit                         | |
| 20 de juny 06:16 GMT     | Kosmos-3M (R-14 11K65M) | LC-132, Plesetsk        |                      | Kosmos 574 (Tsiklon)                            | MO SSSR                                     | LEO                                        | Navegació                       | Encara en òrbita              | Reeixit                         | |
| 21 de juny 13:29 GMT     | Voskhod (R-7 11A57)     | Plesetsk                |                      | Kosmos 575 (Zenit 2M)                           | MOM                                         | LEO                                        | Reconeixement                   | 3 de juliol 1973              | Reeixit                         | |
| 26 de juny 01:22 GMT     | Kosmos-3M (R-14 11K65M) | LC-132, Plesetsk        |                      | Tselina-O                                       | RVSN                                        | Destinat: LEO                              | SIGINT                          | No es va enlairar             | Error                           | Va explotar en la zona de llançament després d'un eror del combustible van perdre la vida 9 persones                          |
| 26 de juny 17:00 GMT     | Titan IIIB (24B)        | SLC-4W, Vandenberg AFB  |                      | OPS 4018 (KH-8)                                 | Força Aèria dels Estats Units d'Amèrica     | Destinat:LEO                               | Reconeixement                   | 26 de juny 1973               | Error                           | Es va patir un malfuncionament en le tram superior de l'Agena Es va fallar en assolir l'òrbita                                |
| 27 de juny 11:50 GMT     | Soiuz-M (R-7 11A511M)   | Plesetsk                |                      | Kosmos 576 (Zenit-4MT/Orion)                    | MOM                                         | LEO                                        | Reconeixement/Topografia        | 9 de juliol 1973              | Reeixit                         | |
| 4 de juliol              | Voskhod (R-7 11A57)     | LC-43, Plesetsk         |                      | Zenit 4M                                        | MOM                                         | Destinat:LEO                               | Reconeixement                   | 4 de juliol 1973              | Reeixit                         | |
| 11 de juliol 09:58 GMT   | Molniya-M (R-7 8K78M)   | Plesetsk                |                      | Molniya 2-6                                     | MOM                                         | Molnia                                     | Comsat                          | 5 d'agost 1978                | Reeixit                         | |
| 13 de juliol 20:24 GMT   | Titan IIID              | SLC-4E, Vandenberg AFB  |                      | OPS 8261 (KH-9)                                 | NRO/CIA                                     | LEO                                        | Reconeixement                   | 12 d'octubre 1973             | Reeixit                         | |
| 16 de juliol 17:10 GMT   | Delta (0300)            | SLC-2W, Vandenberg AFB  |                      | ITOS E                                          | NASA/NOAA                                   | Destinat:LEO                               | Meteorologia                    | 16 de juliol 1973             | Error                           | Malfuncionament de la 2a etapa                                                                                                |
| 21 de juliol 19:30 GMT   | Proton-K                | LC-81, Baikonur         |                      | Mars 4                                          | MOM                                         | Destinat:Areocèntrica Actual:Heliocèntrica | Orbitador de Mart               | Encara en òrbita              | Error                           | Van fallar els retrocoets, no va entrar en òrbita marciana                                                                    |
| 25 de juliol 11:30 GMT   | Voskhod (R-7 11A57)     | Plesetsk                |                      | Kosmos 577 (Zenit 4M)                           | MOM                                         | LEO                                        | Reconeixement                   | 7 d'agost 1973                | Reeixit                         | |
| 25 de juliol 18:55 GMT   | Proton-K                | LC-81, Baikonur         |                      | Mars 5                                          | MOM                                         | Areocèntrica                               | Orbitador de Mart               | Encara en òrbita              | Error parcial                   | Malfuncionament de l'ordinador d'abord als pocs dies després d'entar en l'òrbita marciana                                     |
| 28 de juliol 11:10 GMT   | Saturn IB               | LC-39B, KSC             | NASA                 | Skylab 3, 3 astronautes                         | NASA                                        | LEO, acoblat al Skylab                     | Vol orbital tripulat            | 25 de setembre 1973           | Error parcial                   | Problema en l'impulsador, gairebé es fa necessari una missió de rescat                                                        |
| 1 d'agost 14:00 GMT      | Voskhod (R-7 11A57)     | Plesetsk                |                      | Kosmos 578 (Zenit 2M)                           | MOM                                         | LEO                                        | Reconeixement                   | 13 d'agost 1973               | Reeixit                         | |
| 5 d'agost 17:45 GMT      | Proton-K                | LC-81, Baikonur         |                      | Mars 6                                          | MOM                                         | Heliocèntrica                              | Mòdul de descens a Mart         | 12 de març 1974               | Error                           | Va desaparèixer poc abans d'aterrar                                                                                           |
| 8 d'agost 17:00 GMT      | Proton-K                | LC-81, Baikonur         |                      | Mars 7                                          | MOM                                         | Heliocèntrica                              | Mòdul de descens a Mart         | Encara en òrbita              | Error                           | Es va perdre el planeta a causa d'una separació prematura                                                                     |
| 17 d'agost 04:49 GMT     | Thor-Burner 2A          | SLC-10W, Vandenberg AFB |                      | DMSP 5B F4                                      | Força Aèria dels Estats Units d'Amèrica     | LEO                                        | Satèl·lit meteorològic          | Encara en òrbita              | Reeixit                         | |
| 21 d'agost 12:30 GMT     | Voskhod (R-7 11A57)     | Plesetsk                |                      | Kosmos 579 (Zenit 4M)                           | MOM                                         | LEO                                        | Reconeixement                   | 3 de setembre 1973            | Reeixit                         | |
| 21 d'agost 16:07 GMT     | Titan IIIB (33B)        | SLC-4W, Vandenberg AFB  |                      | Jumpseat 3 (OPS 7724)                           | NRO/Força Aèria dels Estats Units d'Amèrica | Molnia                                     | SIGINT                          | Encara en òrbita              | Reeixit                         | |
| 22 d'agost 11:24 GMT     | Kosmos-2I (R-12 11K63)  | LC-133, Plesetsk        |                      | Kosmos 580 (DS-P1-Yu)                           | MO SSSR                                     | LEO                                        |                                 | 1 d'abril 1974                | Reeixit                         | |
| 23 d'agost 22:57 GMT     | Atlas SLV-3D Centaur    | LC-36A, Cape Canaveral  |                      | Intelsat IV F7                                  | Intelsat                                    | Geosíncrona                                | Comsat                          | Encara en òrbita              | Reeixit                         | |
| 24 d'agost 10:59 GMT     | Voskhod (R-7 11A57)     | Baikonur                |                      | Kosmos 581 (Zenit 4M)                           | MOM                                         | LEO                                        | Reconeixement                   | 6 de setembre 1973            | Reeixit                         | |
| 28 d'agost 10:08 GMT     | Kosmos-3M (R-14 11K65M) | LC-132, Plesetsk        |                      | Kosmos 582 (Tselina-O)                          | MO SSSR                                     | LEO                                        | ELINT                           | 5 de setembre 1980            | Reeixit                         | |
| 30 d'agost 00:07 GMT     | Molniya-M (R-7 8K78M)   | Plesetsk                |                      | Molniya 1-24                                    | MOM                                         | Molnia                                     | Comsat                          | 5 de desembre 1979            | Reeixit                         | |
| 30 d'agost 10:30 GMT     | Voskhod (R-7 11A57)     | Baikonur                |                      | Kosmos 583 (Zenit 2M)                           | MOM                                         | LEO                                        | Reconeixement                   | 12 de setembre 1973           | Reeixit                         | |
| 6 de setembre 10:40 GMT  | Voskhod (R-7 11A57)     | Plesetsk                |                      | Kosmos 584 (Zenit 4M)                           | MOM                                         | LEO                                        | Reconeixement                   | 20 de setembre 1973           | Reeixit                         | |
| 8 de setembre 01:50 GMT  | Kosmos-3M (R-14 11K65M) | LC-132, Plesetsk        |                      | Kosmos 585 (Sfera)                              | MO SSSR                                     | LEO                                        |                                 | Encara en òrbita              | Reeixit                         | |
| 14 de setembre 00:31 GMT | Kosmos-3M (R-14 11K65M) | LC-132, Plesetsk        |                      | Kosmos 586 (Tsiklon)                            | MO SSSR                                     | LEO                                        | Navegació                       | Encara en òrbita              | Reeixit                         | |
| 18 de setembre           | Feng Bao 1 (FB1)        | LA-2B, Jiuquan          |                      | JSSW 1                                          |                                             | Destinat: LEO                              | Reconeixement                   | 18 de setembre 1973           | Error                           | |
| 21 de setembre 13:05 GMT | Soiuz-U (R-7 11A511U)   | Plesetsk                |                      | Kosmos 587 (Zenit-4MK)                          | MOM                                         | LEO                                        | Reconeixement                   | 4 d'octubre 1973              | Reeixit                         | |
| 27 de setembre 12:18 GMT | Soiuz (R-7 11A511)      | LC-1/5, Baikonur        |                      | Soiuz 12, 2 cosmonautes                         | MOM                                         | LEO                                        | Vol orbital tripulat            | 29 de setembre 1973           | Reeixit                         | Retorn al vol després de l'incident del Soiuz 11                                                                              |
| 27 de setembre 17:15 GMT | Titan IIIB (24B)        | SLC-4W, Vandenberg AFB  |                      | OPS 6275 (KH-8)                                 | NRO/Força Aèria dels Estats Units d'Amèrica | LEO                                        | Reconeixement                   | 29 d'octubre 1973             | Reeixit                         | |
| 2 d'octubre 21:46 GMT    | Kosmos-3M (R-14 11K65M) | LC-132, Plesetsk        |                      | Kosmos 588 (Strela)                             | MO SSSR                                     | LEO                                        | Comsat                          | Encara en òrbita              | Reeixit                         | |
| 2 d'octubre 21:46 GMT    | Kosmos-3M (R-14 11K65M) | LC-132, Plesetsk        | Kosmos 589 (Strela)  | MO SSSR                                         | LEO                                         | Comsat                                     | Encara en òrbita                | Reeixit                       |                                 | |
| 2 d'octubre 21:46 GMT    | Kosmos-3M (R-14 11K65M) | LC-132, Plesetsk        | Kosmos 590 (Strela)  | MO SSSR                                         | LEO                                         | Comsat                                     | Encara en òrbita                | Reeixit                       |                                 | |
| 2 d'octubre 21:46 GMT    | Kosmos-3M (R-14 11K65M) | LC-132, Plesetsk        | Kosmos 591 (Strela)  | MO SSSR                                         | LEO                                         | Comsat                                     | Encara en òrbita                | Reeixit                       |                                 | |
| 2 d'octubre 21:46 GMT    | Kosmos-3M (R-14 11K65M) | LC-132, Plesetsk        | Kosmos 592 (Strela)  | MO SSSR                                         | LEO                                         | Comsat                                     | Encara en òrbita                | Reeixit                       |                                 | |
| 2 d'octubre 21:46 GMT    | Kosmos-3M (R-14 11K65M) | LC-132, Plesetsk        | Kosmos 593 (Strela)  | MO SSSR                                         | LEO                                         | Comsat                                     | Encara en òrbita                | Reeixit                       |                                 | |
| 2 d'octubre 21:46 GMT    | Kosmos-3M (R-14 11K65M) | LC-132, Plesetsk        | Kosmos 594 (Strela)  | MO SSSR                                         | LEO                                         | Comsat                                     | Encara en òrbita                | Reeixit                       |                                 | |
| 2 d'octubre 21:46 GMT    | Kosmos-3M (R-14 11K65M) | LC-132, Plesetsk        | Kosmos 595 (Strela)  | MO SSSR                                         | LEO                                         | Comsat                                     | Encara en òrbita                | Reeixit                       |                                 | |
| 3 d'octubre 13:00 GMT    | Voskhod (R-7 11A57)     | Plesetsk                |                      | Kosmos 596 (Zenit 2M)                           | MOM                                         | LEO                                        | Reconeixement                   | 9 d'octubre 1973              | Error                           | Va fallar en desplegar-se el paracaigudes durant la recuperació                                                               |
| 3 d'octubre 13:00 GMT    | Voskhod (R-7 11A57)     | Plesetsk                | Nauka                | RVSN                                            | LEO                                         | Investigació de la magnetosfera            | 9 d'octubre 1973                | Reeixit                       |                                 | |
| 6 d'octubre 12:30 GMT    | Voskhod (R-7 11A57)     | Plesetsk                |                      | Kosmos 597 (Zenit 4MK)                          | MOM                                         | LEO                                        | Reconeixement                   | 12 d'octubre 1973             | Reeixit                         | |
| 10 d'octubre 10:45 GMT   | Voskhod (R-7 11A57)     | Plesetsk                |                      | Kosmos 598 (Zenit 4M)                           | MOM                                         | LEO                                        | Reconeixement                   | 16 d'octubre 1973             | Reeixit                         | |
| 15 d'octubre 08:45 GMT   | Voskhod (R-7 11A57)     | Baikonur                |                      | Kosmos 599 (Zenit 2M)                           | MOM                                         | LEO                                        | Reconeixement                   | 28 d'octubre 1973             | Reeixit                         | |
| 16 d'octubre 12:00 GMT   | Voskhod (R-7 11A57)     | Plesetsk                |                      | Kosmos 600 (Zenit 4M)                           | MOM                                         | LEO                                        | Reconeixement                   | 23 d'octubre 1973             | Reeixit                         | |
| 16 d'octubre 14:00 GMT   | Kosmos-2I (R-12 11K63)  | LC-133, Plesetsk        |                      | Kosmos 601 (DS-P1-Yu)                           | MO SSSR                                     | LEO                                        |                                 | 15 d'agost 1984               | Reeixit                         | |
| 19 d'octubre 10:26 GMT   | Molniya-M (R-7 8K78M)   | Plesetsk                |                      | Molniya 2-7                                     | MOM                                         | Molnia                                     | Comsat                          | 8 de juliol 1983              | Reeixit                         | |
| 20 d'octubre 10:14 GMT   | Voskhod (R-7 11A57)     | Plesetsk                |                      | Kosmos 602 (Zenit 4MK)                          | MOM                                         | LEO                                        | Reconeixement                   | 29 d'octubre 1973             | Reeixit                         | |
| 26 d'octubre 02:26 GMT   | Delta (1913)            | LC-17B, Cape Canaveral  |                      | Explorer 50 (IMP)                               | NASA                                        | HEO                                        | Investigació de la magnetosfera | Encara en òrbita              | Reeixit                         | |
| 27 d'octubre 11:09 GMT   | Voskhod (R-7 11A57)     | Plesetsk                |                      | Kosmos 603 (Zenit 4M)                           | MOM                                         | LEO                                        | Reconeixement                   | 9 de novembre 1973            | Reeixit                         | |
| 29 d'octubre 14:00 GMT   | Vostok (R-7 8A92M)      | Plesetsk                |                      | Kosmos 604 (Tselina)                            | MOM                                         | LEO                                        | SIGINT                          | 19 de gener 1992              | Reeixit                         | |
| 30 d'octubre 00:37 GMT   | Scout A-1               | SLC-5, Vandenberg AFB   | Vought               | Transit-O 20                                    | Marina dels Estats Units d'Amèrica          | LEO                                        | Navegació                       | Encara en òrbita              | Reeixit                         | Vol final del coet Scout A |
| 30 d'octubre 19:00 GMT   | Kosmos-3M (R-14 11K65M) | LC-132, Plesetsk        |                      | Interkosmos 10 (DS-U2-IK)                       | Interkosmos                                 | LEO                                        | Investigació geofísica          | 1 de juliol 1977              | Reeixit                         | |
| 31 d'octubre 18:24 GMT   | Soiuz-U (R-7 11A511U)   | LC-43, Plesetsk         |                      | Kosmos 605 (Bion 1)                             | MOM                                         | LEO                                        | Investigació biològica          | 22 de novembre 1973           | Reeixit                         | |
| 2 de novembre 13:01 GMT  | Molniya-M (R-7 8K78M)   | LC-41, Plesetsk         |                      | Kosmos 606 (Oko)                                | MOM                                         | Molnia                                     | Alerta de míssils               | Encara en òrbita              | Reeixit                         | |
| 3 de novembre 05:45 GMT  | Atlas SLV-3D Centaur    | LC-36B, Cape Canaveral  |                      | Mariner 10                                      | NASA                                        | Heliocèntrica                              | Sonda planetària                | Encara en òrbita              | Reeixit                         | Sobrevols de Venus i Mercuri Primera nau espacial en visitar Mercuri Desactivat: 24 de març 1975                              |
| 6 de novembre 17:02 GMT  | Delta (0300)            | SLC-2W, Vandenberg AFB  | NASA                 | NOAA 3 (ITOS-F)                                 | NASA/NOAA                                   | LEO                                        | Satèl·lit meteorològic          | Encara en òrbita              | Reeixit                         | Vol final del Delta 0100 series                                                                                               |
| 10 de novembre 12:38 GMT | Voskhod (R-7 11A57)     | Plesetsk                |                      | Kosmos 607 (Zenit-4MK)                          | MOM                                         | LEO                                        | Reconeixement                   | 22 de novembre 1973           | Reeixit                         | |
| 10 de novembre 20:09 GMT | Titan IIID              | SLC-4E, Vandenberg AFB  |                      | OPS 6630 (KH-9)                                 | NRO/CIA                                     | LEO                                        | Reconeixement                   | 13 de març 1974               | Reeixit                         | |
| 10 de novembre 20:09 GMT | Titan IIID              | SLC-4E, Vandenberg AFB  | OPS 7705 (SSF)       | NRO/Força Aèria dels Estats Units d'Amèrica     | LEO                                         | SIGINT                                     | 26 de desembre 1978             | Reeixit                       |                                 | |
| 10 de novembre 20:09 GMT | Titan IIID              | SLC-4E, Vandenberg AFB  | OPS 6630 P/L 2 (SSF) | NRO/Força Aèria dels Estats Units d'Amèrica     | LEO                                         | SIGINT                                     | Encara en òrbita                | Reeixit                       |                                 | |
| 14 de novembre 20:40 GMT | Molniya-M (R-7 8K78M)   | Baikonur                |                      | Molniya 1-25                                    | MOM                                         | Molnia                                     | Comsat                          | 26 de maig 1979               | Reeixit                         | |
| 16 de novembre 14:01 GMT | Saturn IB               | LC-39B, KSC             | NASA                 | Skylab 4                                        | NASA                                        | LEO, acoblat al Skylab                     | Vol orbital tripulat            | 8 de febrer 1974              | Reeixit                         | Vol final del programa Skylab                                                                                                 |
| 20 de novembre 12:29 GMT | Kosmos-2I (R-12 11K63)  | LC-133, Plesetsk        |                      | Kosmos 608 (DS-P1-Yu)                           | MO SSSR                                     | LEO                                        |                                 | 10 de juliol 1974             | Reeixit                         | |
| 21 de novembre 10:00 GMT | Voskhod (R-7 11A57)     | Baikonur                |                      | Kosmos 609 (Zenit-4M)                           | MOM                                         | LEO                                        | Reconeixement                   | 4 de desembre 1973            | Reeixit                         | |
| 27 de novembre 00:08 GMT | Kosmos-3M (R-14 11K65M) | LC-132, Plesetsk        |                      | Kosmos 610 (Tselina-O)                          | MO SSSR                                     | LEO                                        | SIGINT/ELINT                    | 15 de setembre 1980           | Reeixit                         | |
| 28 de novembre 09:29 GMT | Kosmos-2I (R-12 11K63)  | LC-133, Plesetsk        |                      | Kosmos 611 (DS-P1-Yu)                           | MO SSSR                                     | LEO                                        |                                 | 19 de juny 1974               | Reeixit                         | |
| 28 de novembre 11:43 GMT | Voskhod (R-7 11A57)     | Plesetsk                |                      | Kosmos 612 (Zenit-4MK)                          | MOM                                         | LEO                                        | Reconeixement                   | 11 de desembre 1973           | Reeixit                         | |
| 30 de novembre 05:20 GMT | Soiuz (R-7 11A511)      | LC-1/5, Baikonur        |                      | Kosmos 613 (Soiuz 7K-T)                         | MOM                                         | LEO                                        | Prova de nau espacial           | 29 de gener 1974, 05:29 GMT   | Reeixit                         | |
| 30 de novembre 13:08 GMT | Molniya-M (R-7 8K78M)   | Plesetsk                |                      | Molniya 1-26                                    | MOM                                         | Molnia                                     | Comsat                          | 9 de juny 1985                | Reeixit                         | |
| 4 de desembre 15:00 GMT  | Kosmos-3M (R-14 11K65M) | LC-132, Plesetsk        |                      | Kosmos 614 (Strela)                             | MO SSSR                                     | LEO                                        | Comsat                          | Encara en òrbita              | Reeixit                         | |
| 13 de desembre 11:10 GMT | Kosmos-2I (R-12 11K63)  | LC-133, Plesetsk        |                      | Kosmos 615 (DS-P1-I)                            | MO SSSR                                     | LEO                                        |                                 | 17 de desembre 1975           | Reeixit                         | |
| 13 de desembre 23:57 GMT | Titan IIIC              | LC-40, Cape Canaveral   |                      | DSCS II F-3                                     | Força Aèria dels Estats Units d'Amèrica     | Geosíncrona Llavors: òrbita cementiri      | Comsat                          | Encara en òrbita              | Reeixit                         | Desactivat: 1 d'agost 1982 |
| 13 de desembre 23:57 GMT | Titan IIIC              | LC-40, Cape Canaveral   | DSCS II F-4          | Força Aèria dels Estats Units d'Amèrica         | Geosíncrona Llavors: òrbita cementiri       | Comsat                                     | Encara en òrbita                | Reeixit                       | Desactivat: 20 de desembre 1993 | |
| 16 de desembre 06:18 GMT | Delta (1900)            | SLC-2W, Vandenberg AFB  | NASA                 | Explorer 51 (AE-C)                              | NASA                                        | LEO/MEO                                    | Investigació atmosfèrica        | 12 de desembre 1978           | Reeixit                         | |
| 17 de desembre 12:00 GMT | Soiuz-M (R-7 11A511M)   | Plesetsk                |                      | Kosmos 616 (Zenit 4MT)                          | MOM                                         | LEO                                        | Reconeixement                   | 28 de desembre 1973           | Reeixit                         | |
| 18 de desembre 11:55 GMT | Soiuz (R-7 11A511)      | LC-1/5, Baikonur        |                      | Soiuz 13, 2 cosmonautes                         | MOM                                         | LEO                                        | Vol orbital tripulat            | 26 de desembre 1973           | Reeixit                         | Missió astronòmica d'investigació en astrofísica de l'Orion 2                                                                 |
| 19 de desembre 09:43 GMT | Kosmos-3M (R-14 11K65M) | LC-132, Plesetsk        |                      | Kosmos 617 (Strela)                             | MO SSSR                                     | LEO                                        | Comsat                          | Encara en òrbita              | Reeixit                         | |
| 19 de desembre 09:43 GMT | Kosmos-3M (R-14 11K65M) | LC-132, Plesetsk        | Kosmos 618 (Strela)  | MO SSSR                                         | LEO                                         | Comsat                                     | Encara en òrbita                | Reeixit                       |                                 | |
| 19 de desembre 09:43 GMT | Kosmos-3M (R-14 11K65M) | LC-132, Plesetsk        | Kosmos 619 (Strela)  | MO SSSR                                         | LEO                                         | Comsat                                     | Encara en òrbita                | Reeixit                       |                                 | |
| 19 de desembre 09:43 GMT | Kosmos-3M (R-14 11K65M) | LC-132, Plesetsk        | Kosmos 620 (Strela)  | MO SSSR                                         | LEO                                         | Comsat                                     | Encara en òrbita                | Reeixit                       |                                 | |
| 19 de desembre 09:43 GMT | Kosmos-3M (R-14 11K65M) | LC-132, Plesetsk        | Kosmos 621 (Strela)  | MO SSSR                                         | LEO                                         | Comsat                                     | Encara en òrbita                | Reeixit                       |                                 | |
| 19 de desembre 09:43 GMT | Kosmos-3M (R-14 11K65M) | LC-132, Plesetsk        | Kosmos 622 (Strela)  | MO SSSR                                         | LEO                                         | Comsat                                     | Encara en òrbita                | Reeixit                       |                                 | |
| 19 de desembre 09:43 GMT | Kosmos-3M (R-14 11K65M) | LC-132, Plesetsk        | Kosmos 623 (Strela)  | MO SSSR                                         | LEO                                         | Comsat                                     | Encara en òrbita                | Reeixit                       |                                 | |
| 19 de desembre 09:43 GMT | Kosmos-3M (R-14 11K65M) | LC-132, Plesetsk        | Kosmos 624 (Strela)  | MO SSSR                                         | LEO                                         | Comsat                                     | Encara en òrbita                | Reeixit                       |                                 | |
| 21 de desembre 12:30 GMT | Voskhod (R-7 11A57)     | Plesetsk                |                      | Kosmos 625 (Zenit-4MK)                          | MOM                                         | LEO                                        | Reconeixement                   | 3 de gener 1974               | Reeixit                         | |
| 25 de desembre 11:17 GMT | Molniya-M (R-7 8K78M)   | Plesetsk                |                      | Molniya 2-8                                     | MOM                                         | Molnia                                     | Comsat                          | 24 de novembre 1985           | Reeixit                         | |
| 26 de desembre 16:30 GMT | Kosmos-3M (R-14 11K65M) | LC-132, Plesetsk        |                      | Aureole 2 (DS-U2-GKA)                           | MO SSSR/CNES                                | LEO                                        | Investigació d'aurores          | 30 d'abril 1974               | Reeixit                         | |
| 27 de desembre 20:19 GMT | Tsyklon-2               | LC-90, Baikonur         |                      | Kosmos 626 (US-A/RORSAT)                        | MO SSSR                                     | LEO                                        | Reconeixement oceànic           | 22 de març 1974               | Reeixit                         | |
| 29 de desembre 04:12 GMT | Kosmos-3M (R-14 11K65M) | LC-132, Plesetsk        |                      | Kosmos 627 (Tsiklon)                            | MO SSSR                                     | LEO                                        | Navegació                       | Encara en òrbita              | Reeixit                         | |

## Encontres espacials
| Data (GMT)    | Nau espacial | Esdeveniment                                                         | Comentaris                  |
| ------------- | ------------ | -------------------------------------------------------------------- | --------------------------- |
| 15 de gener   | Luna 21      | Va alliberar el Lunokhod 2 entre Mare Serenitatis i Taurus Mountains |                             |
| 15 de juny    | Explorer 49  | Va entrar en òrbita selenocèntrica                                   | Radiotelescopi              |
| 3 de desembre | Pioneer 10   | Sobrevol de Júpiter                                                  | apropament màxim: 130354 km |

## EVAs
| Data/Hora Inici      | Duració           | Hora Fi              | Nau espacial | Tripulació                                                      | Comentaris |
| -------------------- | ----------------- | -------------------- | ------------ | --------------------------------------------------------------- | --- |
| 26 de maig 00:40     | 40 minuts         | 01:20                | CM-116 SLM-1 | Estats Units - Paul J. Weitz                                    | Utilitzant una eina llarga de tres metres, en Weitz era a l'escotilla oberta del mòdul de comandament (com en Joe Kerwin es va aferrar a les seves cames) i va tractar de deixar anar la corretja que impedia l'alliberament d'un panell solar al Skylab.           |
| 7 de juny 15:15      | 3 hores 25 minuts | 18:40                | Skylab SLM-1 | Estats Units - Pete Conrad · Estats Units - Joseph P. Kerwin    | S'utilitza un mànec llarg talladors de cable per eliminar els residus que impedien al sistema de panells solars de desplegar i després va obligar el sistema de panells solars per implementar, sempre que el Skylab amb l'energia elèctrica necessària per operar. |
| 19 de juny 10:55     | 1 hora 36 minuts  | 12:31                | Skylab SLM-1 | Estats Units - Pete Conrad · Estats Units - Paul J. Weitz       | Es substitueix les cintes de gravació exposades per noves i es repara un contacte elèctric. |
| 6 d'agost 17:30      | 6 hores 31 minuts | 7 d'agost 00:01      | Skylab SLM-2 | Estats Units - Owen K. Garriott · Estats Units - Jack R. Lousma | Es monta un doble escut solar per millorar el control de temperatura a l'Skylab, substituït les cintes de gravació a l'observatori solar i s'instal·la panells de detecció de micrometeorits.                                                                       |
| 24 d'agost 16:24     | 4 hores 31 minuts | 20:55                | Skylab SLM-2 | Estats Units - Owen K. Garriott · Estats Units - Jack R. Lousma | Es va instal·lar un quadre de giroscopi, i se substitueix la gravació a l'observatori solar. |
| 22 de setembre 11:18 | 2 hores 41 minuts | 13:59                | Skylab SLM-2 | Estats Units - Owen K. Garriott · Estats Units - Alan Bean      | Es va substituir la gravació a l'observatori solar i es recull l'experiment de panell de recobriments tèrmics per al retorn a la Terra. |
| 22 de novembre 17:42 | 6 hores 33 minuts | 23 de novembre 00:15 | Skylab SLM-3 | Estats Units - Edward Gibson · Estats Units - William R. Pogue  | Es va substituir la gravació a l'observatori solar i es repara l'antena per al paquet de l'experiment de recursos terrestres. |
| 25 de desembre 16:00 | 7 hores 1 minut   | 23:01                | Skylab SLM-3 | Estats Units - Gerald P. Carr · Estats Units - William R. Pogue | S'utilitza la càmera ultraviolada extrema electronogràfica i la càmera per fotografiar la contaminació coronògraf del Cometa Kohoutek. També es va substituir la gravació a l'observatori solar.                                                                    |
| 29 de desembre 17:00 | 3 hores 29 minuts | 20:29                | Skylab SLM-3 | Estats Units - Gerald P. Carr · Estats Units - Edward Gibson    | Es fotografia el Cometa Kohoutek ja que va aparèixer per darrere del sol i es recupera el panell del Thermal Control Coatings Experiment. |